# Route nationale 28 (Luxembourg)
Pour les articles homonymes, voir N28 et Route nationale 28.
La route nationale 28 est une route nationale luxembourgeoise reliant Sandweiler à Bous.

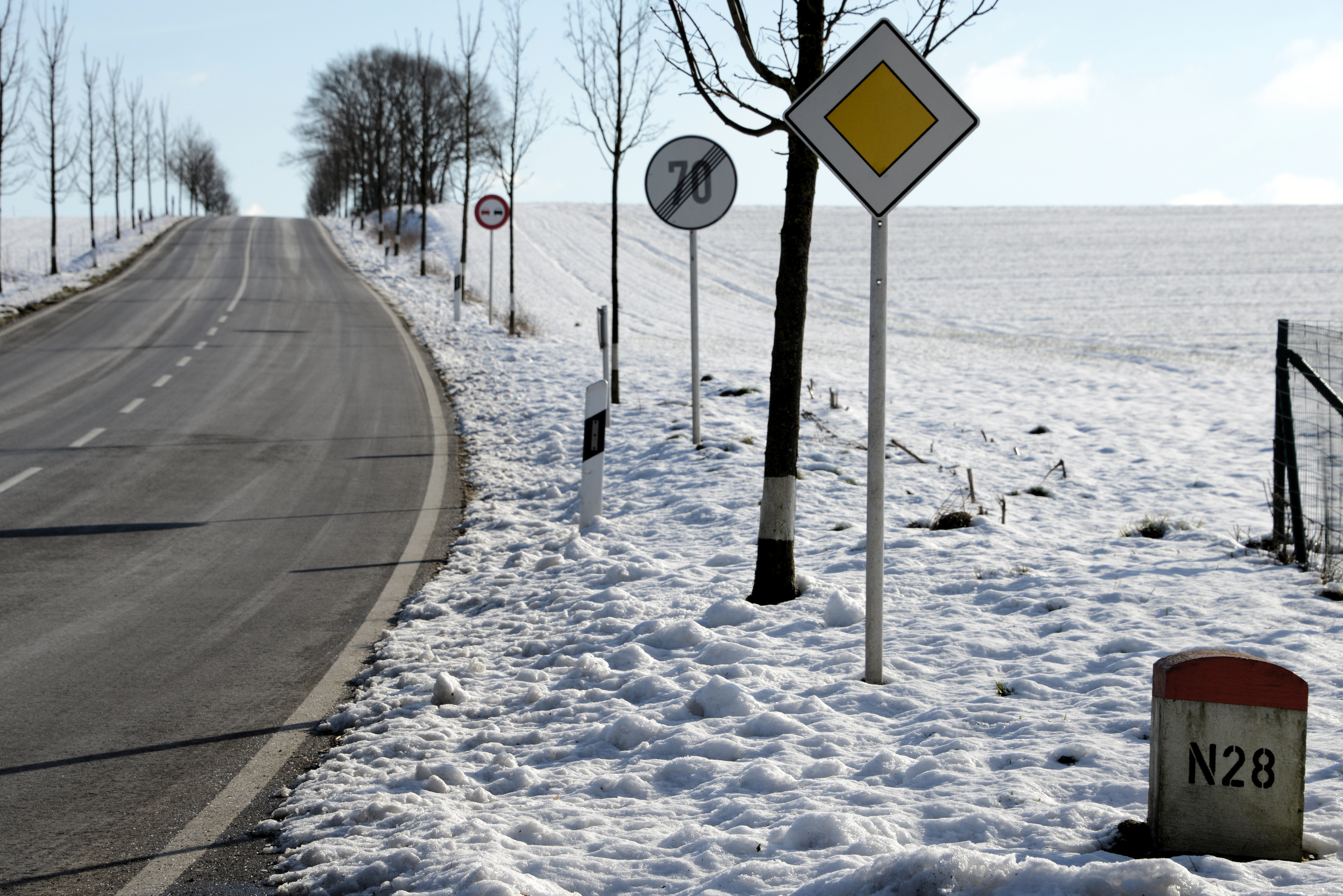
La route nationale 28 à Pleitrange, commune de Contern.